# 张邱建算经

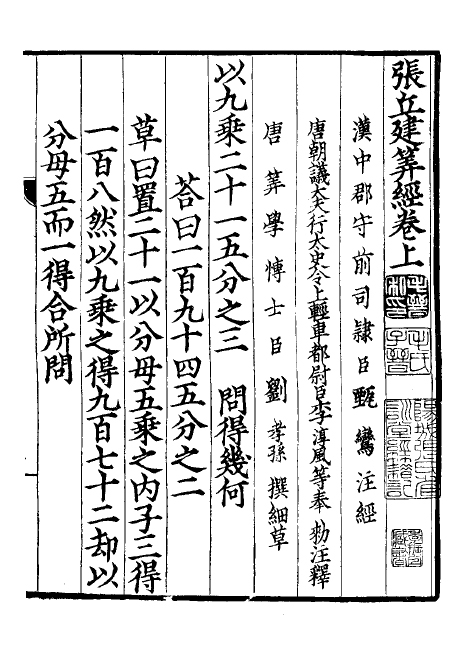
宋版张邱建算经

张邱建算经上、中、下三卷，北魏数学家张邱建著。隋刘孝孙细草。唐朝时被李淳風定为《算经十书》之一。清朝乾隆年间，将张邱建算经的北宋刊本收入《四库全书》子部六，共一百条。据《四库全书提要》，此书唐志记载得一卷，有汉中郡守甄鸾注解的“术曰”、唐朝议大夫行太史令上轻车都尉李淳风的小字按语和唐算学博士刘孝孙的细草“草曰”。
现存张邱建算经只剩九十二条。
张邱建算经的主要贡献有三
- 提出求最小公倍数的算法
- 提出计算等差级数的公式
- “百鸡问题”首创不定方程的研究，对后世影响深远[1]。

## 内容
张邱建算经三卷，现存92题，内容多取材自《九章算术》，加以扩充而成。每道问题大致按九章算术格式，多以“今有……”开首，以“问……若干”结尾。随即是答案“答曰：……”，接着是甄鸾加注的解释计算程序的“术曰：……”，有些术后带有小字“臣淳风等谨按”，是李淳风所加的注解。随后是比“术曰”详细的刘孝孙细草。

全书内容可分为几大类：
- 分数的四则运算，
- 开平方与开立方，
- 正比例，反比例，
- 等比级数，等差级数
- 线性方程
- 不定方程：百雞問題

### 分数的四则运算
卷一第二问：“以二十一七分之三乘三十七九分之五，问：得几何？”。答曰：八百四二十一分之十六。
“草曰：置二十一以分母七乘之内子三得一百五十又置三十七以分母九乘之内子五得三百三十八二位相乘得五万七百为实，以二分母七九相乘得六十三而一得八百四，余六十三分之四十八，各以三约之，得二十一分之十六，合前问。”
{\displaystyle 21{\frac {3}{7}}*37{\frac {5}{9}}={\frac {150}{7}}*{\frac {338}{9}}=804{\frac {48}{63}}=804{\frac {16}{21}}}

### 开平方与开立方
卷一19问：“今有圆材，径头二尺一寸，欲以为方，问：各几何？”。“答曰一尺五寸”。“术曰：置径尺寸数，以五乘之为实，以七位法，实如法而一”。“草曰：置二尺一寸以五乘之得一百五寸，以七除之得一尺五寸，合前问。”
{\displaystyle {\frac {21*5}{7}}={\frac {105}{7}}=15}

### 等差级数和等比级数
卷上第23问：“今又女子，不善织，日减功，初日织五尺，末日织一尺，今三十日织讫，问：织几何？”。“术曰：并初末日织数，半之，除以织讫日即得。”
“答曰二疋一丈。”

织布数=（初日织数+末日织数）/2*织讫日数。
“草曰：置初日五尺讫日一尺并之得六，半之得三，以三十日称之得九十尺，合前问。”
{\displaystyle {\frac {5+1}{2}}*30=3*30=90}

### 百雞問題
《张邱建算经》第三十八問：是中國數學史上最早的不定方程問題：“今有雞翁一，值錢五，雞母一、值錢三、雞雛三，值錢一；凡百錢，買雞百只；問，雞翁、雞母、雞雛各幾何？
答曰，雞翁四、雞母十八、雞雛七十八、
又答曰：雞翁八，雞母十一，雞雛八十一
又答曰 ：雞翁十二，雞母四，雞雛八十四
清代數學家駱騰風將《张邱建算经》中的百雞問題化為不定方程組
{\displaystyle x+y+z=100}
{\displaystyle 5x+3y+z/3=100}

## 版本
- 南宋嘉定六年（1213年）鲍澣之刻本 存上海图书馆
- 戴震-孔继涵微波榭本校勘本
- 钱宝琮校点本 《张邱建算经》 《算经十书》《李俨.钱宝琮科学史全集》卷9
- 郭书春，刘纯校点，《张邱建算经》《算经十书》第二册  辽宁教育出版社 1998